# 大連歷史
大连历史，为关于大连的历史，其中包括现代大连（Dalian / Dairen）、近代达里尼（Dalniy）及其更早的行政管辖时期。其历史可追溯到史前文明。

## 简介
大連地區先後歷經了9個民族政權的統治，分別是漢族（包括漢族前身）的燕、秦、西漢、新、東漢、魏、西晉、唐、明、中華民國、中華人民共和國，鮮卑族的前燕，氐族的前秦，扶餘族的高句驪，契丹族的遼，滿族（包括滿族前身）的金、清，蒙古族的元，俄羅斯族的俄羅斯和大和族的日本。大連地區沒有歷經過被其統治的主要政權，除了夏商周，還有東晉、南北朝、隋、宋以及中華民國的北洋政府和國民政府。

## 时间
| 时期              | 旅顺                               | 大连                               |
| ----------------- | ---------------------------------- | ---------------------------------- |
| 公元前2100年      | 青丘国                             | 青丘国                             |
| 前2100年-前206年  | 将军山                             | 将军山                             |
| 前206年-公元220年 | 遝县遝渚                           | 遝县遝渚                           |
| 220年-420年       | 东遝县遝渚                         | 东遝县遝渚                         |
| 420年-581年       | 乌石津                             | 三山                               |
| 581年-907年       | 都里镇                             | 三山浦                             |
| 916年-1368年      | 狮子口                             | 青泥浦                             |
| 1368年-1897年     | 旅顺口                             | 青泥洼、大连湾、沙河口             |
| 1897年-1905年     | 俄罗斯帝国关东州                   | 俄罗斯帝国关东州                   |
| 1897年-1905年     | 亚瑟港                             | 达里尼港                           |
| 1905年-1945年     | 大日本帝国关东州                   | 大日本帝国关东州                   |
| 1905年-1945年     | 旅顺民政署                         | 大连民政署                         |
| 1945年至1955年5月 | 苏占旅大、关东行政公署、旅大行署区 | 苏占旅大、关东行政公署、旅大行署区 |
| 1950年-1981年     | 旅大市                             | 旅大市                             |
| 1981年            | 大连市                             | 大连市                             |

### ~前2000年
远古时代，大连位于海底。大约于7万年前，海平面下降50多米，大连、朝鲜半岛、山东半岛露出海面，形成新大陆“胶辽古陆”。大约于3万年前，海平面再次下降140多米，日本列岛同胶辽古陆相连。新石器时代，生活在长海县广鹿岛小珠山的青丘部族先民，由猎人转变为渔民，遍布长海、甘井子、旅顺口、普兰店的安波镇、瓦房店的长兴岛、庄河的黑岛镇。其中的一支先民与山东半岛的夷人融合，于前14世纪，在其首领盘庚的率领下，迁移到了河南的安阳一带，建立了殷王朝。

### 前2000年~前1500年
夏朝建立時，大連地區進入以大嘴子遺址為代表的青銅時代。

### 前1500年~前1000年
相土從今遼東一帶移居河南商丘，開闢了蓬萊至大連航線。至帝辛時期，大連地區社會已轉化為方國，以雙坨子遺址為例，該地區已深受山東岳石文化影響。商末時期，遼東半島出現大量石棚，並出現大量墓葬器具，其中反映當地古人以捕魚採貝為生業，並逐步轉為農耕與畜牧業等。

### 前1000年~前500年
春秋時期，大連地區青銅文化日趨繁榮，其代表性作品為青銅曲刃短劍。公元前685年，齊桓公為開發遼東，向遼東地區批量移民，其間齊國還出兵伐山戎以救燕國。齊靈公六年（公元前567年），齊國滅萊國（今膠東地區），萊國人戰敗後渡海逃亡，大規模移居遼東半島及大連地區。此外，黃河下游一帶居民逢戰亂和荒年也沿上述路線避難遼東。大連地區出土的西周末、春秋時期的重要文物除青銅短劍外，還有銅鑿、銅斧、銅刀、銅矛、銅鏡及陶器等，均為當時移民潮的依據。

### 前500年~元年
燕國的崛起，使得大連地區在內的遼東成為燕國領地。自戰國時期燕昭王在遼東設置「遼東郡」以來，一直到秦漢時期，大連地區都屬遼東郡轄區。

### 元年~500年
西漢時期大連地區設置「遝縣」，三國時期又改稱「東遝縣」。大連地區在晉時稱「三山」，在魏之前是由漢人公孫氏（歷三代四主：公孫度、公孫康、公孫恭、公孫淵；189年～238年）統治的遼東。晉指由漢人司馬氏統治的西晉，燕指由鮮卑人慕容氏統治的前燕，秦指由氐人苻氏統治的前秦。

### 500年~1000年
在内地先後由南北朝以及隋朝統治的時候，很長一段時期，大連地區一直處於扶餘人高氏統治的高句驪時代。唐朝初期，大連地區歸屬安東都護府積利州的行政轄區。大連地區在唐朝時稱「三山浦」。

### 1000年~1500年
遼朝時，大連地區屬東京遼陽府的轄區。遼設蘇州、復州。金改蘇州為金州。元設金復州萬戶府。明設金州衛。清設金州廳。明清時稱「三山海口」、「青泥窪口」。

### 1500年~2000年

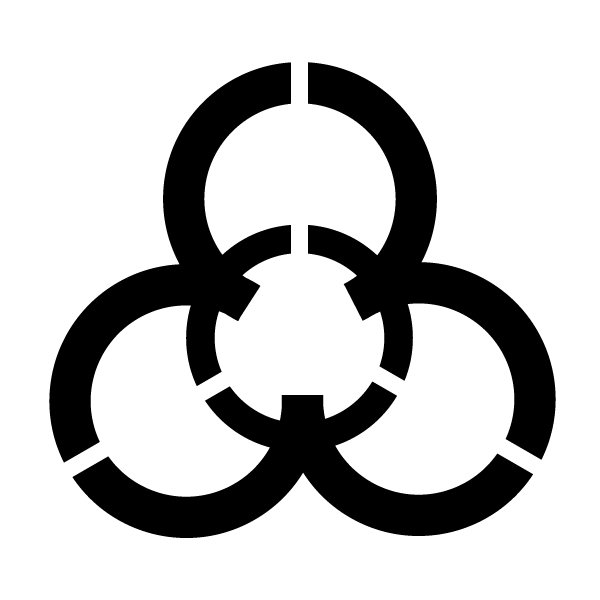
关东州大连市市徽

第一次鸦片战争后，英国侵略者频繁骚扰大连地区沿海,1858年，英军占领旅顺口，1860年撤离。旅顺的英國名亚瑟港（Port Arthur）即是来源于声称首个发现此地的英军将领名字，而海图则根据当地名称将大连湾标为Dalianwan。洋务运动时期，清政府在旅顺建设号称东亚第一军港的海军基地，并在大连湾修建大量炮台。李鸿章在修建炮台的相关奏折中提到“大连湾”，是为此名首次出现于官方文件中。同时又移熊岳副都统衙门于金州，使金州成为辽南要地。1897年，沙俄設計師揣著法國巴黎的城建圖紙來到了大連，想在這裡再建立一個以廣場為主的城市，並且給他起名「达里尼」，意思是「遙遠的城市」，一個遠離俄國首都的地方。1905年（明治38年），日本人佔領了這個城市，根据大连湾的名称把「达里尼」改爲「大連」。1945年，抗日战争胜利，旅顺港和大连港根据雅尔塔密约由苏军进驻，史称苏占旅大。1955年苏军将旅大转交中华人民共和国管理至今。

## 地名
| 現名           | 原名                   | 現名             | 原名             | 現名           | 原名                                         |
| -------------- | ---------------------- | ---------------- | ---------------- | -------------- | -------------------------------------------- |
| 中山廣場       | 尼古拉耶夫广场、大廣場 | 人民廣場         | 長者廣場         | 港灣廣場       | 東廣場                                       |
| 二七廣場       | 千代田廣場             | 三八廣場         | 朝日廣場         | 五四廣場       | 黃金廣場                                     |
| 友好廣場       | 西廣場                 | 民主廣場         | 敷島廣場         | 解放廣場       | 大正廣場                                     |
| 勝利廣場       | 驛前廣場               | 北海公園         | 北公園           | 勞動公園       | 中央公園                                     |
| 老鱉灣         | 春日池                 | 民澤公園         | 兒童遊園地       | 中山公園       | 聖德公園                                     |
| 明澤湖         | 鏡池                   | 星海公園         | 星箇浦           | 植物園         | 彌生池公園                                   |
| 大連市人民政府 | 關東州廳               | 自然博物館       | 滿蒙資源館       | 藝術展覽館     | 中東鐵路輪船公司                             |
| 第十六中學     | 今常高等小學           | 青泥窪橋小學     | 常盤小學         | 第八中學       | 霞小學校                                     |
| 中山區中心小學 | 大連音樂學校           | 理工大學化工學院 | 大連一中         | 五四路小學     | 大連盲啞學校                                 |
| 民生小學       | 松林小學               | 大連鐵路分局     | 南滿鐵道株式會社 | 勝利橋郵局     | 大連中央郵局                                 |
| 第二十四中學   | 春日小學               | 第四十八中學     | 大正小學         | 東北路小學     | 聖德小學                                     |
| 第二中學       | 南山麓小學             | 第二十中學       | 彌生高等學校     | 水仙小學       | 大連昭和高等女子學校                         |
| 海校           | 大連三中               | 第七十一中學     | 日本橋小學       | 兒童醫院       | 大連兒童保健所                               |
| 鐵路醫院       | 滿鐵大連病院           | 醫大第一附屬醫院 | 赤十字病院       | 造船廠醫院     | 亞細亞旅館                                   |
| 大連賓館       | 大和旅店               | 大連飯店         | 遼東旅館         | 南山賓館       | 滿鐵高級職員別墅區                           |
| 秋林女店       | 三越株式會社大連支店   | 大連商場         | 大連市場         | 天津街百貨商店 | 幾久屋                                       |
| 大連煤氣公司   | 大連瓦斯株式會社       | 大連機車廠       | 大連鐵道工廠     | 實驗劇場       | 帝國館                                       |
| 友好電影院     | 太陽館                 | 進步電影院       | 中央映畫館       | 工人劇場       | 寶館                                         |
| 鐵路文化宮     | 協和會館               | 五金交電商店     | 勝又洋服店       | 盛道玻璃製品廠 | 南滿硝子株式會社                             |
| 大連電業局     | 大連電業株式會社       | 大連歌舞團       | 白俄總督公館     | 大連造船廠     | 大連船渠                                     |
| 民生街         | 奧町                   | 上海路           | 大山通、北大山通 | 七七街         | 櫻町                                         |
| 智仁街         | 櫻花台                 | 星海一站         | 月見箇岡         | 白山路         | 真金町                                       |
| 延安路         | 播磨町                 | 萬歲街           | 薄町             | 海港大院       | 碧山莊                                       |
| 長春路         | 菖蒲町                 | 魯迅路           | 東公園町         | 西安路         | 大正通                                       |
| 大連火車站     | 大連驛                 | 新起屯           | 大房子           | 武昌街         | 逢板町                                       |
| 振工街         | 福星街                 | 黃河路           | 惠比須町         | 東北路         | 回春街                                       |
| 秀月橋         | 鶴舞橋                 | 香爐礁           | 香爐屯           | 大連人民體育場 | 大連運動場                                   |
| 朝陽街         | 朝日町                 | 春柳             | 春柳屯           | 解放路         | 春日町                                       |
| 葵英街         | 初音町                 | 八一路           | 長春台           | 鞍山路         | 長安街                                       |
| 老虎灘橋       | 汐見橋                 | 青泥窪橋         | 常盤橋           | 中山路         | 西通（现中山广场至青泥洼桥）、常盤町、伏见町 |
| 長江路         | 寺内通、监部通         | 友誼街           | 京極通           | 世紀街         | 紀伊町                                       |
| 富國街         | 裙裾野町               | 小龍街           | 靜箇浦           | 金家街         | 金家屯                                       |
| 天津街         | 浪速町                 | 玉華街           | 蔦町             | 昆明街         | 若狹町                                       |
| 人民路         | 山縣通                 | 太原街           | 上葵町           | 聯合路         | 王陽街                                       |